# Storm Over the Andes
Storm Over the Andes és una pel·lícula d'aventures estatunidenca de 1935 dirigida per Christy Cabanne i protagonitzada per Jack Holt, Antonio Moreno i Mona Barrie. El teló de fons de l'argument és la Guerra del Chaco entre Paraguai i Bolívia. Es va fer una versió en castellà, titulada Alas sobre El Chaco, també dirigida per Cabanne.

## Argument
El pilot capità Robert Kent ha estat contractat com a mercenari per a Bolívia en la seva guerra amb el Paraguai. El major Manuel Tovar a càrrec dels homes a Entre Rios, on Kent està assignat, el motiva per fer un vol perillós. En Kent també es fa enemic de Mitchell, un altre pilot, quan coqueteja amb la noia d'en Mitchell, la Juanita, donant-li un anell de serp distintiu.
Quan els bombarders paraguaians sobrevolen Entre Rios, tots excepte en Kent es preparen per atacar. Decidit a volar, en Kent noqueja en Mitchell i ocupa el seu lloc. Cau ferit lleument a l'atac i és enviat a l'hospital de La Paz per recuperar-se. En Tovar el perdona per haver desobeït les ordres. En contra de les ordres de la seva infermera, en Kent abandona l'hospital per participar en una festa, on coneix una bella i misteriosa dona anomenada Teresa. Li regala un dels seus anells de serp. Aquesta vegada, en Kent s'ha enamorat, intenta recuperar l'anell, però la Teresa demana que el guardi com a record. Ella s'escapa abans que ell pugui saber on viu.
L'endemà, en Tovar arriba a La Paz per celebrar el seu aniversari de noces i portar Kent de tornada a Entre Rios. Kent s'assabenta que Teresa és l'esposa d'en Tovar. En Tovar troba l'anell de serp que Kent li va donar a Teresa, després els escolta parlant al balcó i suposa que van tenir una aventura. Tovar es nega a escoltar les explicacions de la Teresa
Volant de tornada cap al front, en Tovar intenta suïcidar-se. Després d'aterrar, en Kent intenta convèncer en Tovar que no va passar res entre ell i la Teresa. Sense estar convençut, en Tovar fa una missió suïcida i és abatut darrere de les línies enemigues.
Teresa vola a Entre Rios per intentar salvar el seu matrimoni i demana a en Kent que rescati el seu marit. Kent es llança en paracaigudes a la jungla i porta en Tovar a un lloc segur. En una pista d'aterratge paraguaià, veuen l'as volador "El Zorro". En agafar aquest escalfant el seu bombarder, la parella pren el control. En Tovar bombardeja el magatzem de municions paraguaià, però quan el magatzem és destruït i fan girar l'avió cap a casa, en Mitchell, que ha promès destruir El Zorro, ataca, sense saber que els seus propis homes estan dins de l'avió. Mitchell fereix en Kent en l'atac.
En Tovar i la Teresa, ara reconciliats, porten a en Kent a un hospital de La Paz on sembla que es recuperarà.

## Repartiment
- Jack Holt com Bob Kent
- Antonio Moreno com Maj. Tovar Rojas
- Mona Barrie com Teresa
- Gene Lockhart com Cracker
- Grant Withers com Mitchell
- Barry Norton com Diaz
- George J. Lewis com Garcia
- Juan Torena com Milano
- Hans Heinrich von Twardowski com Oberto
- Max Wagner com Sentry
- Ted Billings com Little Man
- Joan Duval com ajudant
- June Gittelson com Big Woman
- Isabel La Mal com Mrs. Livingston

## Producció
La fotografia principal de Storm Over the Andes va tenir lloc del 9 de juny al 19 de juliol de 1935.
El pilot d'acrobàcies Garland Lincoln va ser contractat per Universal Pictures per volar a Storm Over the Andes, utilitzant l'hangar de Lincoln a l'aeroport, que va servir com a base aèria boliviana. També va proporcionar una sèrie d'avions per a la pel·lícula, incloent el seu Garland-Lincoln LF-1

## Versió en castellà
La versió en castellà, titulada Alas sobre El Chaco , també va ser dirigida per Cabanne, i protagonitzada per José Crespo, Lupita Tovar i Antonio Moreno. Alas sobre El Chaco es va estrenar el novembre de 1935.

## Recepció
L'historiador del cinema d'aviació James H. Farmer a Celluloid Wings: The Impact of Movies on Aviation (1984) va descriure Storm Over the Andes com una "aventura aèria per sobre de la mitjana de Jack Holt". L'historiador Hal Erickson va assenyalar: "Per a un home que, segons es diu, tenia una por mortal de volar, Jack Holt sens dubte va fer més que la seva part d'imatges d'aviació".